# Funiculaire de Beppu Rakutenchi
Le funiculaire de Beppu Rakutenchi (別府ラクテンチケーブル, Beppu Rakutenchi Kēburu) est un funiculaire situé dans la ville de Beppu, dans la préfecture d'Ōita au Japon. Il permet l'accès au parc d'attractions Beppu Rakutenchi sur le Mount Tateishi.

## Description

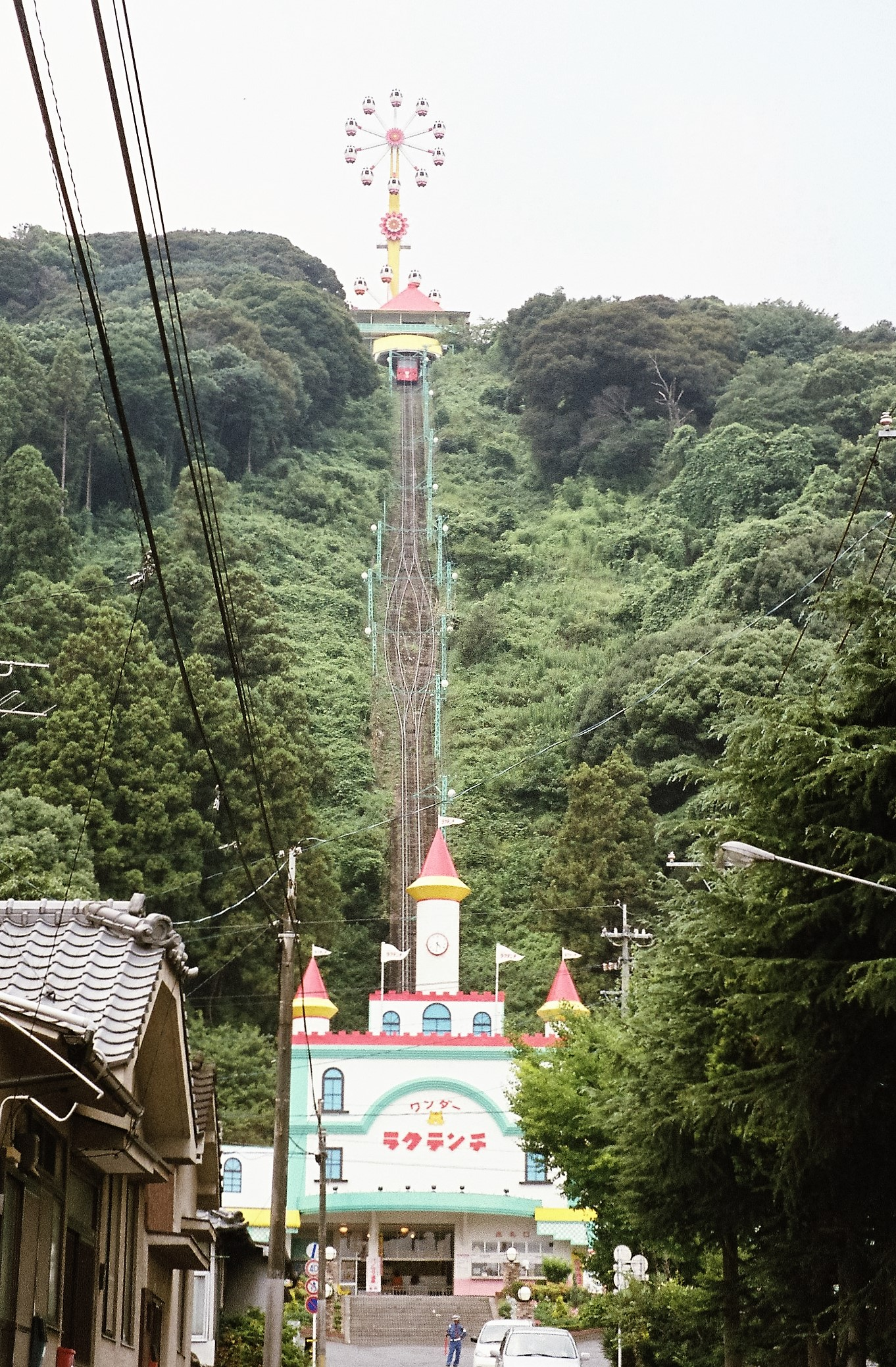
Vue d'ensemble de la ligne.

Le funiculaire se compose d'une voie unique avec évitement central.

## Histoire
La ligne ouvre en 1929 en tant que moyen d'accès au parc d'attractions Beppu Rakutenchi.

## Caractéristiques
- Longueur : 0,3 km
- Système : voie unique avec deux véhicules
- Écartement : 1 067 mm
- Stations : 2
- Dénivelée entre les stations : 122 m
- Pente maximale : 558 ‰

## Matériel roulant
Les deux véhicules du funiculaire sont nommés Dream (ドリーム, dorīmu) et Memory (メモリー, memorī).